# 合山镇
合山镇，是中华人民共和国广东省阳江市阳东区下辖的一个乡镇级行政单位。

## 行政区划
合山镇下辖以下地区：
合山社区、那梢村、丰村、那石村、丰垌村、大迳村、里寮村、东刘村、牛栏村、东河村、高罗村、深水河村、西朝村和烟墩村。